# Мельничне (Курманський район)
Ме́льничне (до 1945 року — Кютюке, крим. Kütüke) — село Курманського району Автономної Республіки Крим.

## Населення
Згідно з переписом УРСР 1989 року чисельність наявного населення села становила 392 особи, з яких 170 чоловіків та 222 жінки.
За переписом населення України 2001 року в селі мешкала 391 особа.

### Мова
Розподіл населення за рідною мовою за даними перепису 2001 року:
| Мова              | Відсоток |
| ----------------- | -------- |
| українська        | 50,38 %  |
| російська         | 34,53 %  |
| кримськотатарська | 14,07 %  |
| білоруська        | 0,51 %   |
| інші              | 0,51 %   |